# Discalma exfusaria
Discalma exfusaria är en fjärilsart som beskrevs av Walker 1863. Discalma exfusaria ingår i släktet Discalma och familjen mätare. Inga underarter finns listade i Catalogue of Life.